# Giuseppe Bernardis
Giuseppe Bernardis (Porcia, 5 gennaio 1948) è un generale e aviatore italiano, che ha ricoperto l'incarico di Capo di stato maggiore dell'Aeronautica militare italiana tra il 25 febbraio 2010 e il 24 febbraio 2013. Insignito dell'onorificenza di Commendatore dell'Ordine militare d'Italia.

## Biografia

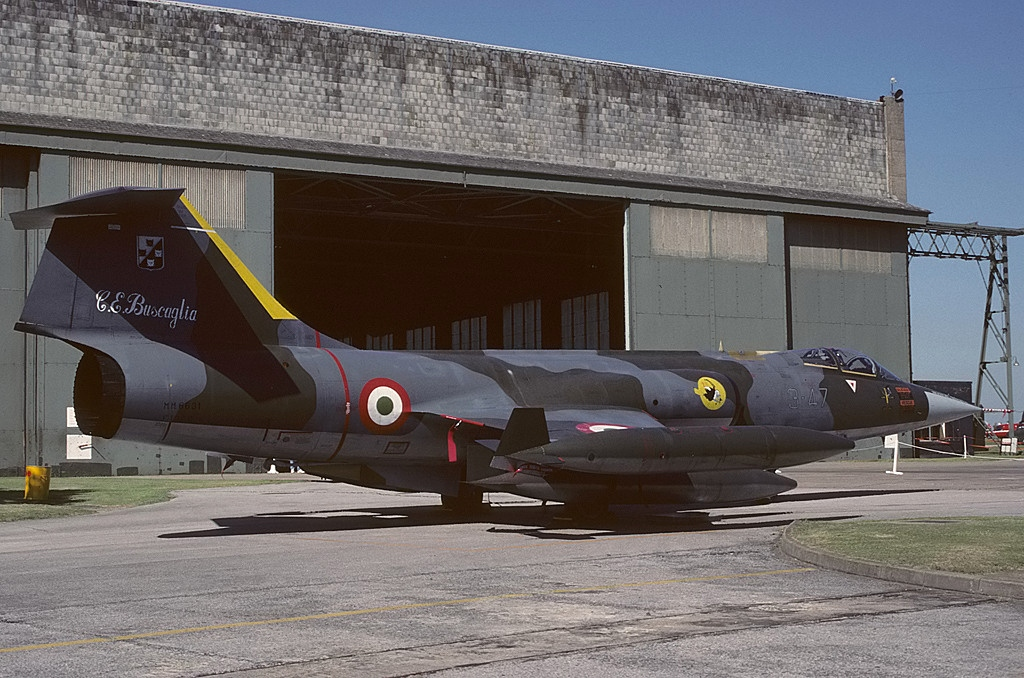
Un cacciabombardiere-ricognitore Lockheed RF-104G Starfighter del 3º Stormo C.B.R.O.

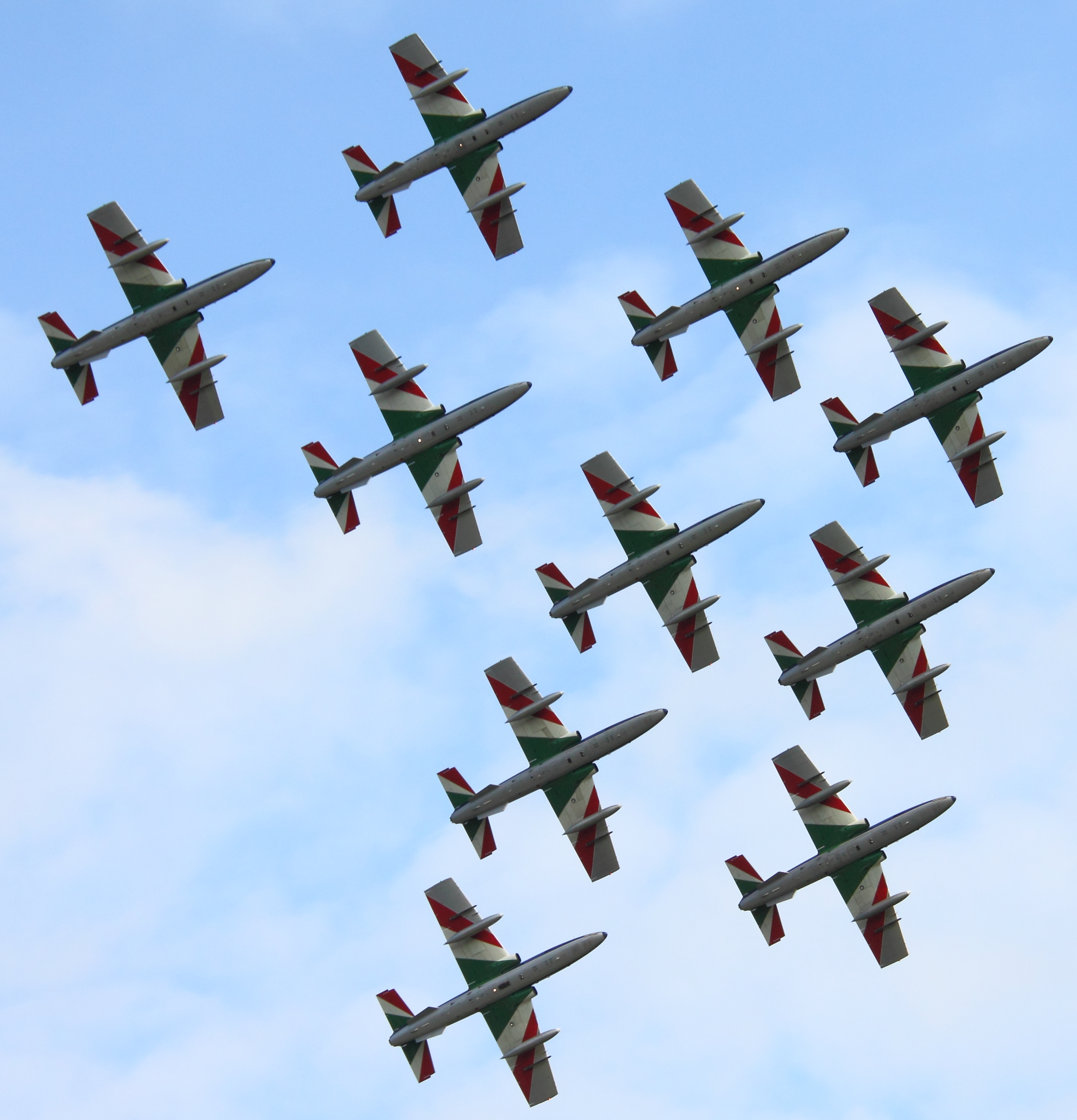
La pattuglia acrobatica delle Frecce Tricolori in volo su Aermacchi MB-339PAN.

Nato a Porcia, provincia di Pordenone, il 5 gennaio 1948. Ha frequentato i Corsi Normali dell'Accademia Aeronautica (1968-1971), Corso "Grifo III".
Nel 1973 ha conseguito presso la base aerea di Webb (Big Spring, Texas) il brevetto di pilota militare su velivolo Northrop T-38 Talon e ha all'attivo circa 4 000 ore di volo su diciannove diversi tipi di velivoli.
Ha frequentato il Corso Normale, il Corso Superiore della Scuola di Guerra Aerea e l'Air War College presso l'Air University dell'US Air Force. Nel 1974-75, tenente, è stato impiegato come pilota da caccia e ricognizione dapprima presso il 132º Gruppo e poi presso il 28º Gruppo della 3ª Aerobrigata di stanza sull'aeroporto di Villafranca, equipaggiati con i Lockheed RF-104G Starfighter.
Al termine del 1975 è stato assegnato al 313º Gruppo Pattuglia Acrobatica Nazionale "Frecce Tricolori" di stanza a Rivolto dove, volando come pilota nella formazione acrobatica, ha comandato la 540ª Squadriglia.
Nel 1979, promosso maggiore, viene assegnato al 20º Gruppo di Addestramento Operativo come pilota istruttore di tattiche sul velivolo F104, dove nel 1980, tenente colonnello, assume l'incarico di Capo Sezione Addestramento. Nel 1982 viene riassegnato al 313º Gruppo Pattuglia Acrobatica Nazionale quale comandante.
Nel 1986 viene assegnato a Roma presso lo Stato maggiore quale Aiutante di volo del Capo di stato maggiore dell'Aeronautica generale Franco Pisano. Nel 1989, colonnello, assume l'incarico di Capo Ufficio Elettronica e Difesa Aerea del 6º Reparto dello Stato Maggiore Aeronautica. Nel 1990 viene assegnato al 6º Stormo caccia-bombardieri di stanza sull'aeroporto di Ghedi quale vice comandante e poi comandante.
Nel 1992 viene riassegnato al 6º Reparto dello Stato Maggiore Aeronautica quale Capo Ufficio Difesa Aerea e Comando e Controllo. Nel 1995 ha assunto l'incarico di Capo dell'Ufficio del Capo di stato maggiore dell'Aeronautica ed è stato promosso al grado di generale di brigata aerea nel gennaio del 1996. Nel 1997 assume l'incarico di Addetto Aeronautico e alla Difesa presso l'Ambasciata d'Italia a Washington, negli Stati Uniti d'America.
Dal 20 ottobre 2000 al 20 ottobre 2002 è stato Capo del 4º Reparto S.M.A. Nel gennaio del 2001 è stato promosso generale di divisione aerea. Dal 28 ottobre del 2002 al 31 ottobre 2006 ha ricoperto l'incarico di Capo del 4º Reparto di Segredifesa.
Nel gennaio del 2006 è stato promosso generale di squadra aerea, e dal 1º novembre 2006 al 17 febbraio 2010 ha svolto l'incarico di Sottocapo di Stato Maggiore dell'Aeronautica.
Capo di Stato Maggiore dell'Aeronautica Militare Italiana dal 25 febbraio 2010 al 24 febbraio 2013. A decorrere dal 25 febbraio 2013 è stato sostituito nell'incarico dal generale Pasquale Preziosa.

### Fonti
1. 1 2 3 4 5 6 7 8 9  UNUCI n.3/4, marzo-aprile 2010, p. 10.
2. 1 2 3 4 5 6 7 8 9  Aeronautica Difesa.
3. ↑  Decreto del Presidente della Repubblica 14 gennaio 2010.
4. ↑  Decreto del Presidente della Repubblica 7 dicembre 2012.
5. 1 2 3 4 5 6  Sito web del Quirinale: dettaglio decorato.